# Porte du Pont-Neuf
La porte du Pont-Neuf est une voie située dans le 1er arrondissement de Paris, en France.

## Situation et accès
La porte du Pont-Neuf comprend deux tronçons :
1er tronçon :
accès au niveau du sol (à partir de la rue Berger, au droit de la place Maurice-Quentin), conduisant aux réalisations en sous-sol du Forum des Halles, sous le jardin des Halles.
2e tronçon :
cheminement piétonnier — accessible par des escaliers — qui dessert à partir du 1er tronçon le niveau -2 du secteur ouest des Halles reliant la place Carrée située au niveau -3.

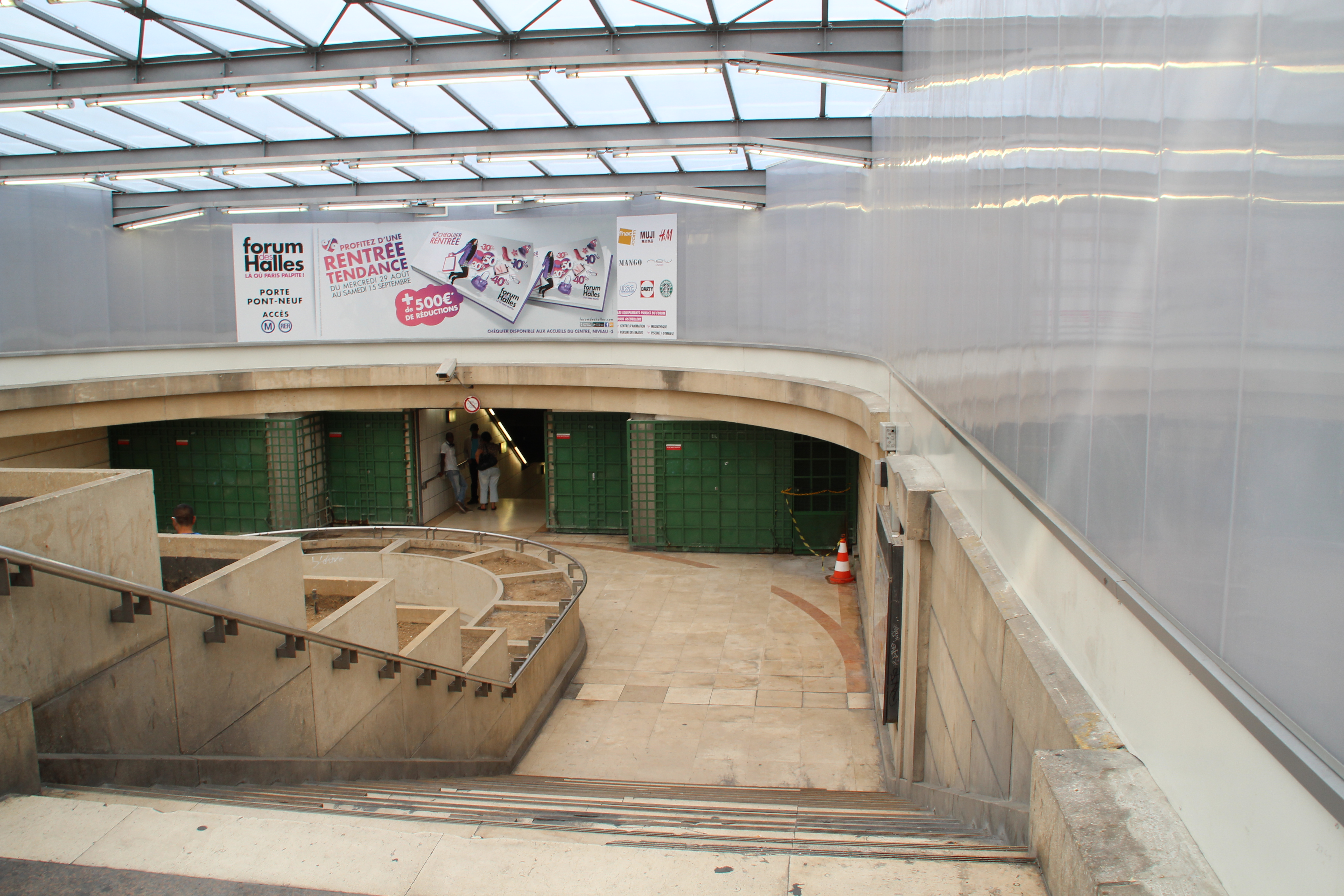
Entrée de la porte du Pont-Neuf (2012).
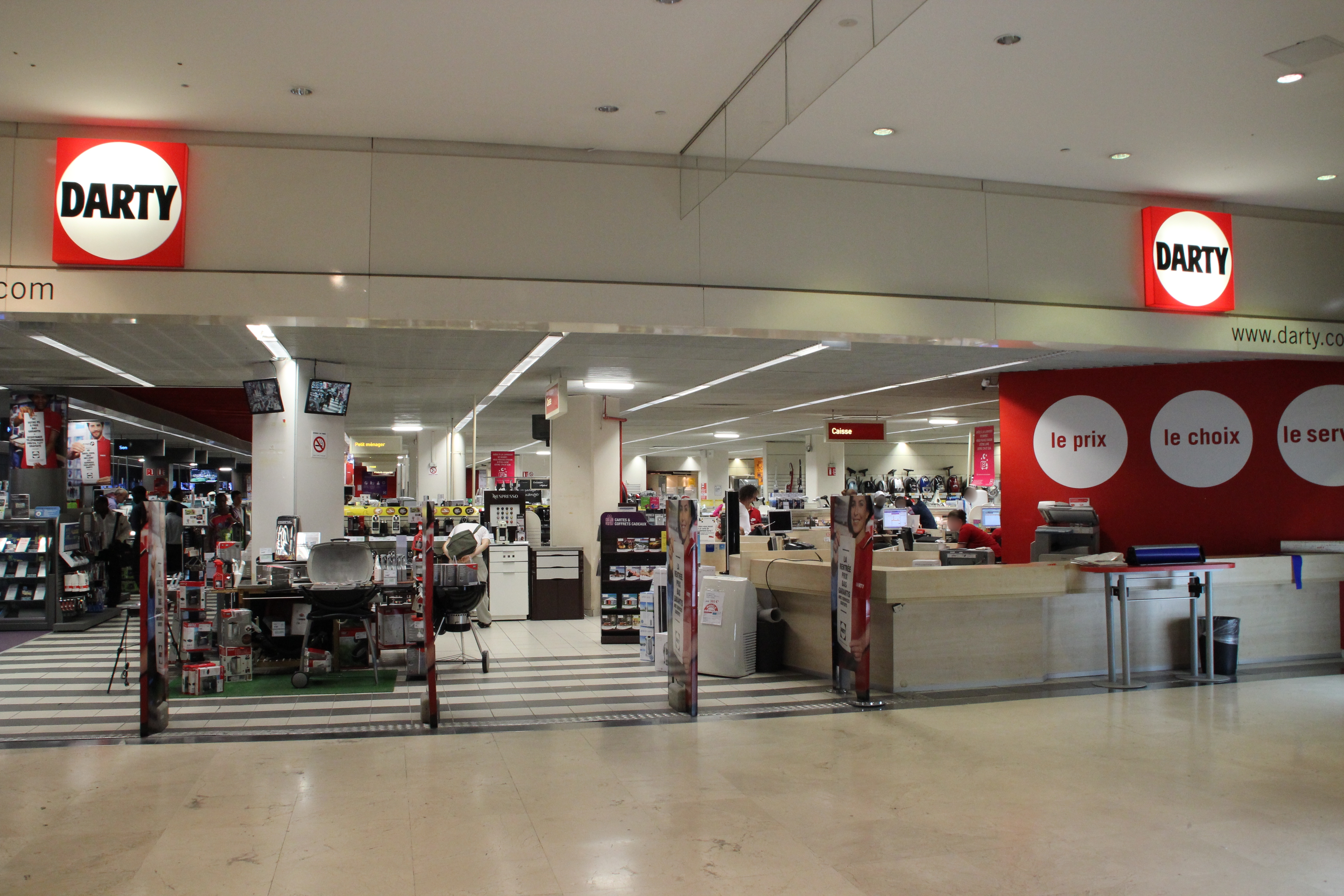
Entrée du magasin Darty depuis le palier du niveau -2 de la porte du Pont-Neuf (2012).
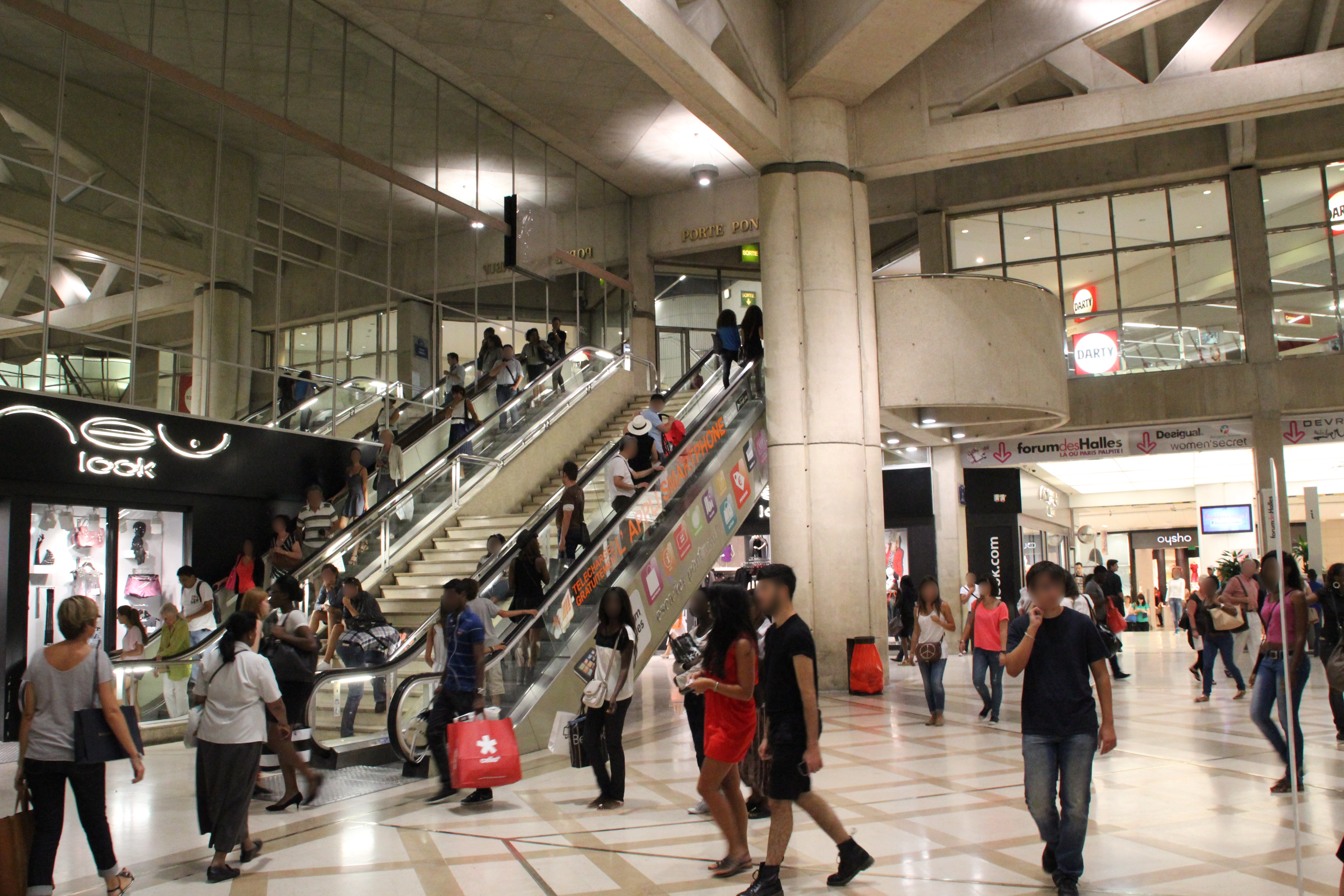
La place Carrée avec le débouché du cheminement de la porte du Pont-Neuf en haut de l'escalator.
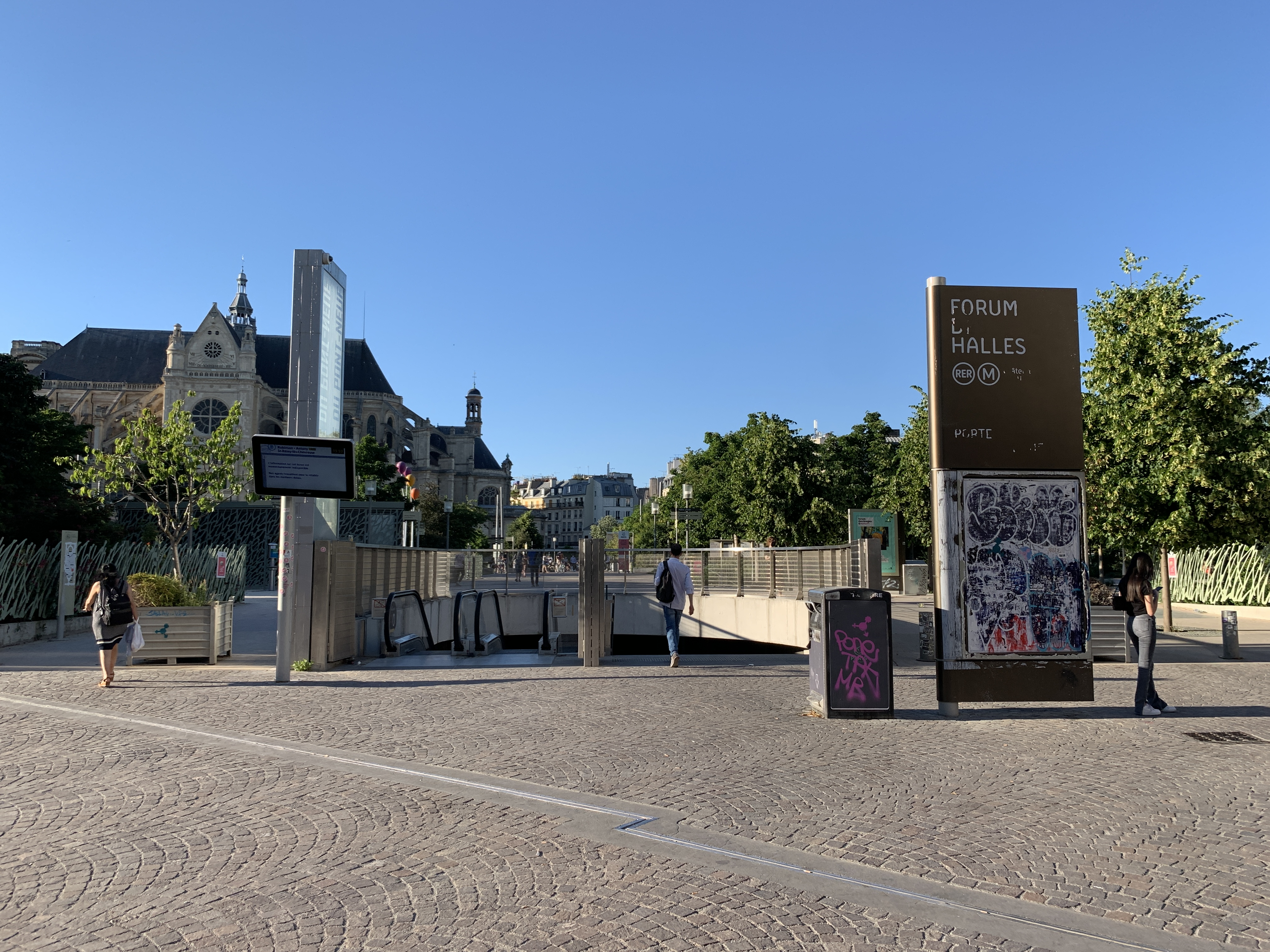
Entrée de la porte en juin 2021.

## Origine du nom
Elle tient son nom de la rue du Louvre qui mène au pont Neuf.

## Historique
Cet accès a été créé dans le cadre de l’aménagement du secteur ouest des Halles.
La porte du Pont-Neuf a été dénommée par l’arrêté municipal du 2 avril 1985 pour le 1er tronçon et par l’arrêté municipal du 16 janvier 1987 pour le 2e tronçon. 